# Saukville (thị trấn), Wisconsin
Saukville là một thị trấn thuộc quận Ozaukee, tiểu bang Wisconsin, Hoa Kỳ. Năm 2010, dân số của thị trấn này là 1.786 người.